# Ера Індіго
Ера Індиго, або Економіка Індиго, — це концепція, вперше оприлюднена на початку 2016 року міжнародним бізнесменом Михайлом Фрідманом, співзасновником LetterOne , міжнародного інвестиційного бізнесу. Він використав цей термін, щоб описати те, що він розглядає як нову еру економіки та економіки заснованої на ідеях, інноваціях та творчості, які він бачить як заміну економіки, заснованої на володінні природними ресурсами. Слово «індиго» спочатку було вибрано на основі терміну «діти індиго», який використовувався для опису людей з незвичайними та інноваційними здібностями.
Він описує епоху Індиго як руйнівну епоху, керовану надзвичайними рівнями людської творчості, коли надзвичайно талановиті люди та організації можуть реалізувати нові рівні людського потенціалу та економічних досягнень. Це «нова економічна ера, коли основним джерелом національного багатства вже є не ресурсна рента, а соціально-економічна інфраструктура, яка дозволяє кожній людині реалізувати свій інтелектуальний чи творчий потенціал». Але, за словами Фрідмана – на основі його спостережень за останніми економічними показниками, політичною та ринковою волатильністю та історичними закономірностями – це також епоха, яка породжуватиме переможців і переможених, оскільки країни та групи, що відстають, не адаптуються достатньо швидко.
Наприкінці 2016 року журнал LetterOne Global Perspectives опублікував індекс Indigo, який оцінює 152 країни за їх спроможністю конкурувати та розвиватися, оскільки економіка переходить від використання природних ресурсів до ідей, творчості та цифрових навичок. У 2017 році вона запустила премію Indigo, щоб присудити нові концепції економічного вимірювання, що виходять за рамки простого ВВП , оскільки країни 21 століття переходять до економіки, де інновації, креативність та цифрові навички є економічними рушійними силами. Конкурс має на меті «стимулювати дискусії щодо факторів, які зараз вимірюються, враховуючи економіку, що розвивається, технології та базу навичок, а також те, що тепер має бути прийнято до уваги в офіційній економічній статистиці, яка вимірює здоров’я, розмір і зростання сучасної економіки».

## Ера Індиго
Економічний термін «Ера Індиго» оприлюднив на початку 2016 року Михайло Фрідман, співзасновник міжнародного інвестиційного бізнесу LetterOne. Він використав цей термін, щоб описати нову економічну еру, засновану на ідеях, інноваціях та творчості, яка, за його теорією, замінює попередню еру, яку він бачить як визначену боротьбою за природні ресурси та землю, яка їх містить, і яка є вимірюється ВВП . Слово «індиго» було прийнято від терміну «діти індиго» , який використовувався для опису людей з незвичайними та інноваційними здібностями. LetterOneВеб-сайт Global Perspectives додає, що символіка індиго «втілює порушення норми, те, що дуже відображає нову еру, в яку ми вступаємо, таку, якій бракує конвенцій і керується інноваціями». 

У квітні 2016 року статті в RealClearPolitics , перейменованій та передрукованій у травні 2016 року в Jerusalem Post та передрукованій у листопаді 2016 року під оригінальною назвою в журналі LetterOne Global Perspectives, Фрідман написав:
Ми вступаємо в руйнівну еру, керовану надзвичайним рівнем людської творчості. Новому поколінню допитливих, вольових і талановитих людей не завадить ні умовність, ні минуле. Це нове покоління «індиго» тепер формує економіку завтрашнього дня та створює національне багатство. Я використовую термін індиго, оскільки він використовувався для позначення дітей з особливими або незвичайними здібностями. Це епоха, коли надзвичайно талановиті люди та організації тепер можуть реалізувати новий рівень людського потенціалу та економічних досягнень. 

### Аналіз
У серії статей, опублікованих у 2016 році, Фрідман посилається на недавню надзвичайну волатильність на ринках та світові політичні зміни та нестабільність як на ознаки глобального зрушення. Він відзначає два часто цитовані помітні показники економічного зрушення: різке зниження цін на природні ресурси, включаючи нафту, і уповільнення економічного зростання Китаю, незважаючи на це зниження вартості природних ресурсів.
Він та інші коментатори також відзначають зростання популізму та популістських лідерів і кандидатів, як правих, так і лівих, оскільки ці зміни відбуваються. Тим часом такі компанії, як Apple і Google – цифрові та технологічні компанії, яких він називає «компаніями Індиго», – замінили довгострокові традиційні компанії, що займаються природними ресурсами або виробничими компаніями, такими як Exxon . як найбільші компанії світу. 
Фрідман зауважує, що протягом усієї історії інновації, альтернативи та технології завжди долали будь-який дефіцит будь-якого природного ресурсу. Тому він стверджує, що нова «ера Індиго», підживлена цифровими та технологічними ресурсами, буде позначена зсувом від боротьби за природні ресурси та їх уявного дефіциту до покладатися на ідеї, інновації та творчість, а також на підтримку інтелектуального та творчого потенціалу кожної людини: «Світ вступив у нову еру, коли джерелом багатства нації більше не є природні ресурси. Тепер на зміну інтелектуальним потенціалом прийшов земля, сировина та торгові шляхи як найбільше джерело багатства». 
На думку Фрідмана, для успішних компаній Індиго та економіки Індиго необхідні три взаємопов’язані фактори: 
- інтуїтивно зрозумілий індивідуальний талант та високий рівень освіти, а також можливість сформувати команду однаково освічених та обдарованих людей
- складна та складна екосистема, яка включає не лише правові системи, які захищають права фізичної та інтелектуальної власності та захист від поглинання більшими компаніями, а й тисячі постачальників та субпідрядників для надання високоякісних послуг, які варіюються від венчурного капіталу до маркетингу та веб-дизайну та інші технології та послуги
- глобальна цифрова інфраструктура для розповсюдження нових продуктів і накопичення даних про клієнтів і розуміння поведінки клієнтів

Він зазначає, що більшість країн, що розвиваються, зосередилися на будівництві фізичних структур (дороги, будівлі, міста, фізична інфраструктура), а не на складних правових, політичних і соціальних системах, інститутах і змінах, які підтримуватимуть ефективну вільну та інноваційну економіку інтелектуальних ресурсів. Свободи, захист та політичні та правові рамки розвинених західних країн спираються на багатовікову історію, соціально-політичні традиції та мислення, і тому їх буде важко швидко відтворити в країни, що розвиваються. Фрідман виділяє Індію як країну, що розвивається, яка має відповідну правову інфраструктуру та свободу, щоб, ймовірно, пережити зміну Індиго.
Фрідман вважає зростання економіки Індиго зміною парадигми; він стверджує, що темпи розвитку технологій призводять до глобальних тектонічних зрушень, і прогнозує величезні глобальні зміни протягом наступних п’яти-десяти років. Він та інші аналітики прогнозують, що зростаюча економічна прірва між вільними, креативними економіками та групами на відміну від репресивних, авторитарних, тоталітарних або пов’язаних з традиціями економік чи груп буде зростати та викликати обурення. і військові дії – чи то між націями, чи то всередині націй. Ті, хто залишився позаду, можуть бути або країнами, що розвиваються, або пересічними – на відміну від інтелектуальних еліт – у розвинутих західних країнах. 
Авторитарні лідери та авторитаризм часто зростають у періоди невизначеності та небезпеки та економічної нестачі. Однак Фрідман стверджує, що в цю нову економічну еру, що постійно змінюється, основним джерелом багатства в країні чи регіоні більше буде не природний ресурс, а соціальна інфраструктура, яка дозволить кожному реалізувати свій інтелектуальний та творчий потенціал. Тому він стверджує, що «Майбутня економіка Індиго — це економіка вільних людей. А це означає, що світ ставатиме все більш вільним». 
У листопаді 2016 року LetterOne запустив журнал « Глобальні перспективи » як платформу для дослідження «нової економічної ери, епохи Індиго, з різних точок зору, включаючи освіту, релігію, політику, економіку, історію та бізнес», а також для вивчення «глобальних проблем». очима провідних коментаторів і бізнесменів усього світу». [18] Перший випуск містив статті Фрідмана, Домініка Бартона , Майкла Блумберга , Стена Грінберга , Карла Більдта , Вінса Кейбла , Кена Робінсона , Брента Хобермана , Алекса Кляйна , Дейдрре Макклоскі, Юрій Мілнер , Нік Д'Алоізіо , Лінда Граттон , Параг Ханна , Ян Голдін , Джордж Фріман , Ян Бреммер та інші. [19] [20] [15]

## Indigo Index та Indigo Score
У листопаді 2016 року в першому випуску Global Perspectives також був опублікований індекс Indigo, який оцінив 152 країни на основі п’яти ключових показників ведення бізнесу, оскільки економіка переходить від використання природних ресурсів до креативності та цифрових навичок. П'ять показників: креативність та інновації, економічне різноманіття, цифрова економіка, свобода, стабільність і правові рамки, які були оцінені на основі більш ніж 30 показників з опублікованих джерел даних, таких як Світовий банк, ЮНЕСКО, Проект даних з прав людини CIRI, Центр міжнародного розвитку при Гарвардському університеті та Звіт про глобальний моніторинг освіти. Індекс мав на меті виміряти підприємницьку екосистему країни, а отже, її потенціал адаптації та розвитку. 
Кожна країна отримала загальний бал Indigo, причому 200 є найвищим можливим балом. До 10 країн, які зайняли перше місце в рейтингу, були Швеція, Швейцарія, Фінляндія, Данія, Великобританія, Нідерланди, Норвегія, Німеччина, Ірландія та Японія. Сполучені Штати були 18-ми в загальному заліку. 
Доповідь також містила три ключові висновки: креативність та інновації були найбільшим загальним чинником високих балів; це підкреслювало важливість сприяння підприємництву та безперервному навчанню, а також значних інвестицій у людей. Країни Північної Європи отримали особливо високі результати в індексі Індиго, причому три скандинавські країни увійшли в четвірку лідерів і чотири країни Північної Європи у першій десятці; це було пов'язано з їхнім високим рейтингом як у творчості та інноваціях, так і в свободі. А країни з найнижчими показниками стикалися з соціальними та політичними проблемами, такими як війна, політичні потрясіння та корупція .